# 紐新港務局客運總站
紐新港務局客運總站（英語：Port Authority Bus Terminal），或譯為港務局巴士總站，位於美國紐約市曼哈頓中城區，是州際公車進出紐約市的主要門戶。目前由紐約與新澤西港務局管理。
該站位於第8大道以及42街路口，交通十分方便，有多路地鐵及市區公車行經。
2017年12月11日，客運總站有人企圖策劃恐怖襲擊，1人被捕，4人受傷，被捕人士為受伊斯蘭國影響的27歲男子 Akayed Ullah，居於布魯克林區。一星期前伊斯蘭國發布宣傳短片，其中提及號召民眾襲擊美國時代廣場，而是次恐襲亦位處時代廣場附近。
2025年5月30日，該客運總站的重建工程動工，預計耗資100億美元，預計2032年完工。